# Genouillère
Pour l’article homonyme, voir Genouillère (mécanique).
Cet article possède un paronyme, voir Grenouillère.

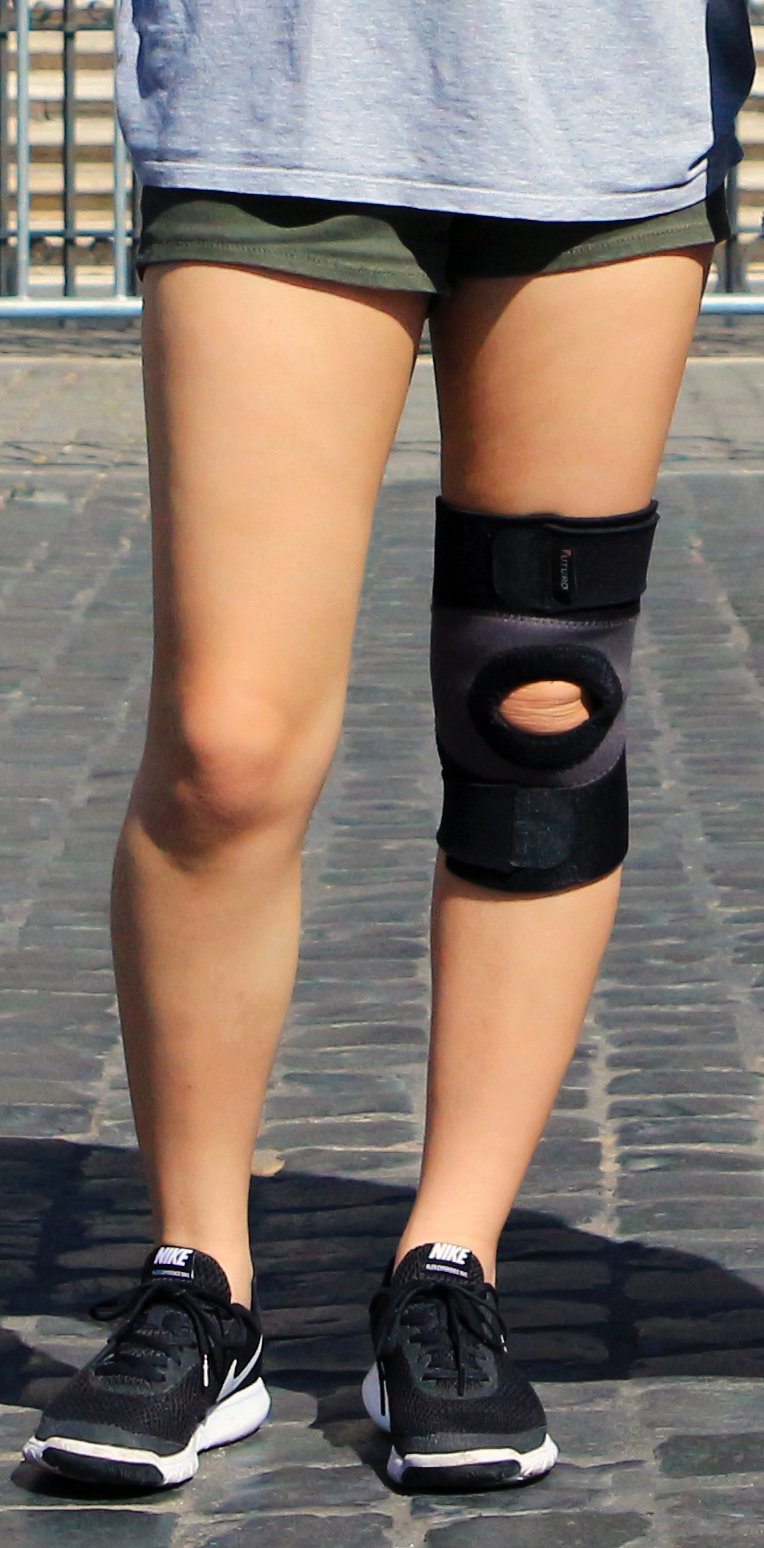
Genouillère.

Une genouillère (appelée également orthèse ou attelle du genou) est un équipement de protection, prévention ou rééducation qui se porte autour de l'axe rotulien, afin de protéger le genou des blessures que pourraient induire un choc, un effort ou une pathologie.

## Fonctions diverses
Les genouillères sont communément utilisées dans le domaine hospitalier, dans la majorité des disciplines sportives demandant un effort rotulien et dans certaines professions à risque.

### Appareillage médical
- Soutien et stabilisation : La genouillère aide à maintenir l'alignement correct du genou, surtout pour les personnes souffrant d'instabilité ligamentaire. Cela est particulièrement utile pour les athlètes ou les personnes ayant subi une blessure au genou.
- Réduction de la douleur[2],[3] : En fournissant une compression autour du genou, une genouillère peut aider à réduire la douleur et l'inflammation associées à des conditions telles que l'arthrite, les tendinites ou les lésions méniscales.
- Prévention des blessures : Les personnes à risque élevé de blessures, comme les athlètes, utilisent souvent des genouillères pour prévenir les entorses, les déchirures ligamentaires et autres blessures liées au sport.
- Réhabilitation post-opératoire : Après une chirurgie du genou, une genouillère peut être utilisée pour protéger le genou pendant la période de guérison. Elle peut limiter certains mouvements pour éviter d'endommager davantage le tissu en cours de cicatrisation.
- Amélioration de la proprioception : Le port d'une genouillère peut améliorer la proprioception, c'est-à-dire la capacité à ressentir la position et le mouvement du genou. Cela peut être bénéfique pour les personnes en rééducation après une blessure.
- Correction des déformations : Dans certains cas, les genouillères sont utilisées pour corriger ou prévenir des déformations du genou, comme les déviations en varus ou en valgus.

Certaines genouillères peuvent avoir des options optimisatrices comme un apport de chaleur et/ou un massage par vibration.

### Armure

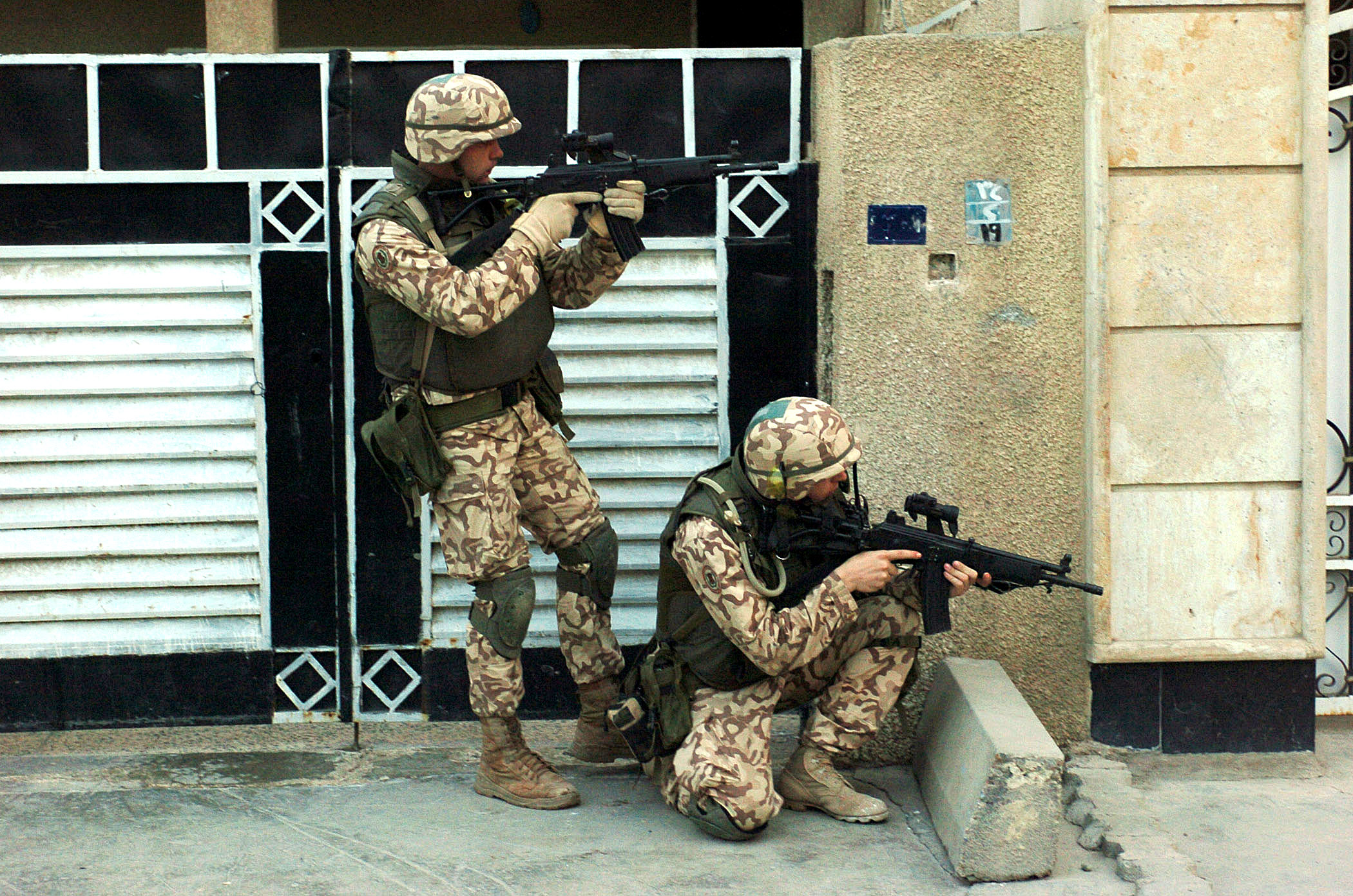
Des soldats équipés de genouillères.

Les genouillères sont également une pièce d'armure parfois directement intégrées dans les uniformes militaires pour protéger les genoux.
On voit apparaître les premières genouillères vers le milieu du XIIe siècle sur les chausses de mailles ou de peau qui ne préservaient pas suffisamment les genoux. Vers 1350, on voit de genouillères tenues par des rivets et des courroies. Plus tard, elles s'intègrent à l'armure de plates et on prend soin de préserver l'articulation du genou pour ne pas nuire au combat.

### Sports
On retrouve le port de genouillères de protection dans certains sports comme le roller, le skateboard, le polo, le cricket, et d'autres.

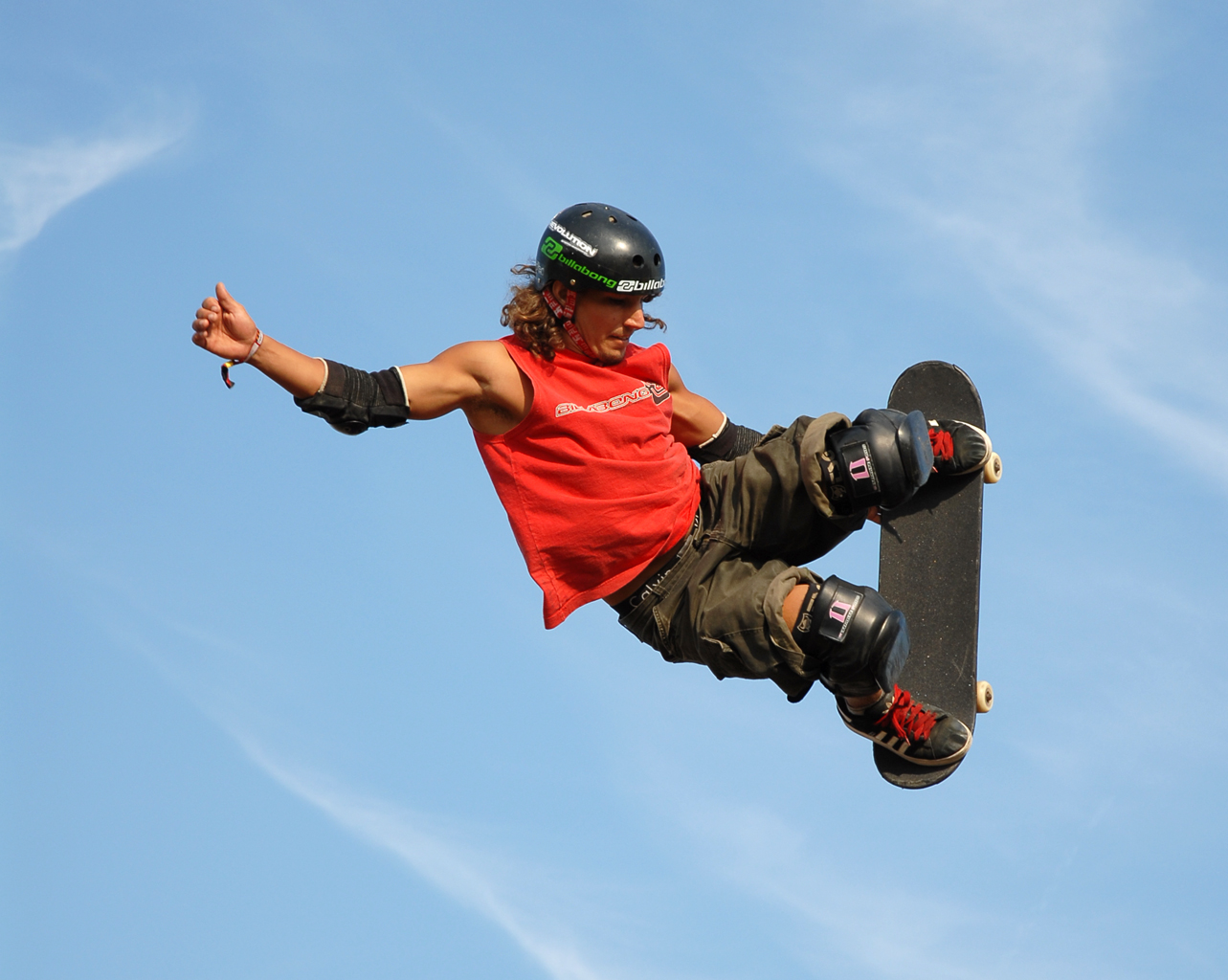
Skateboarding.
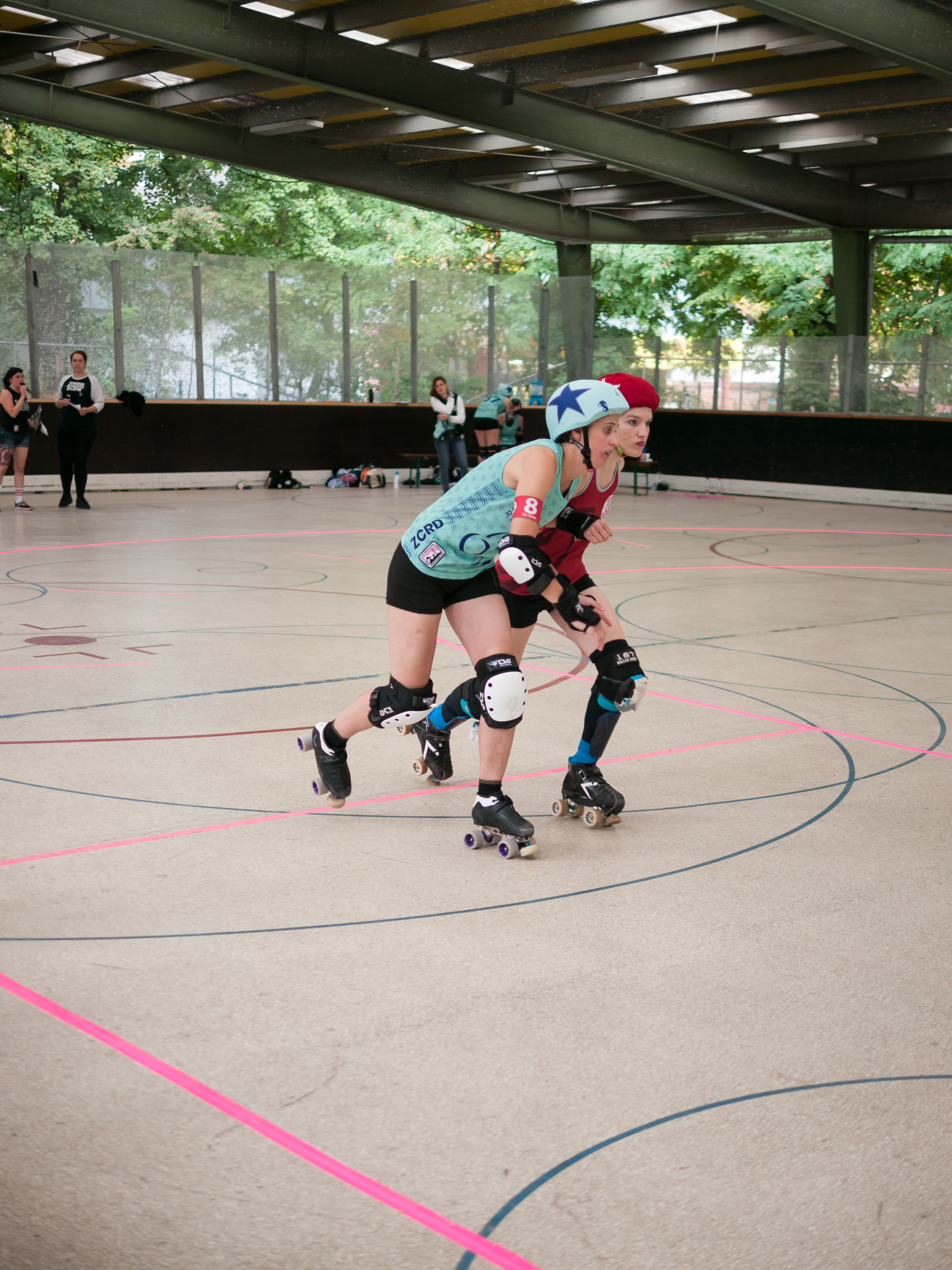
Roller.
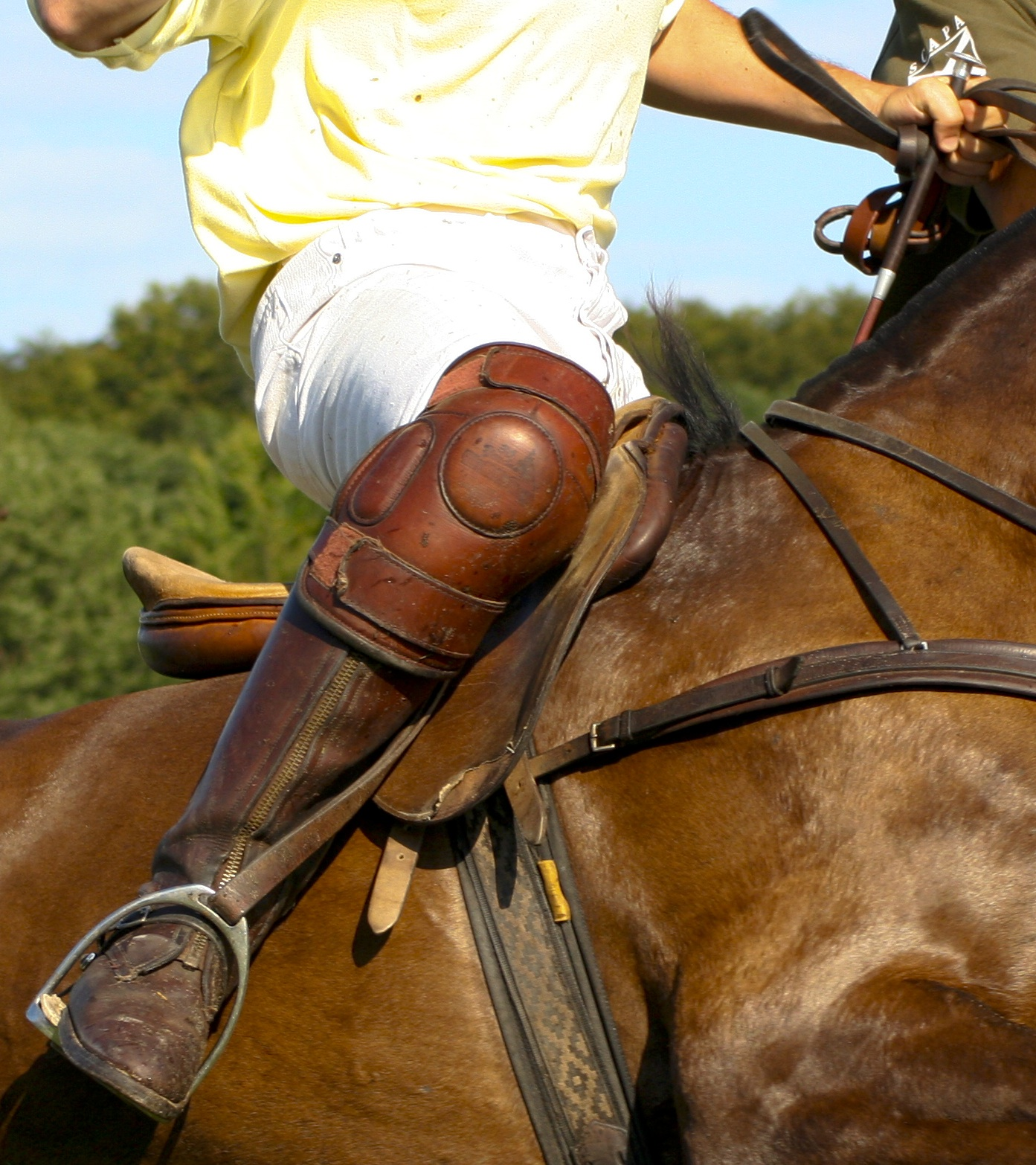
Polo.
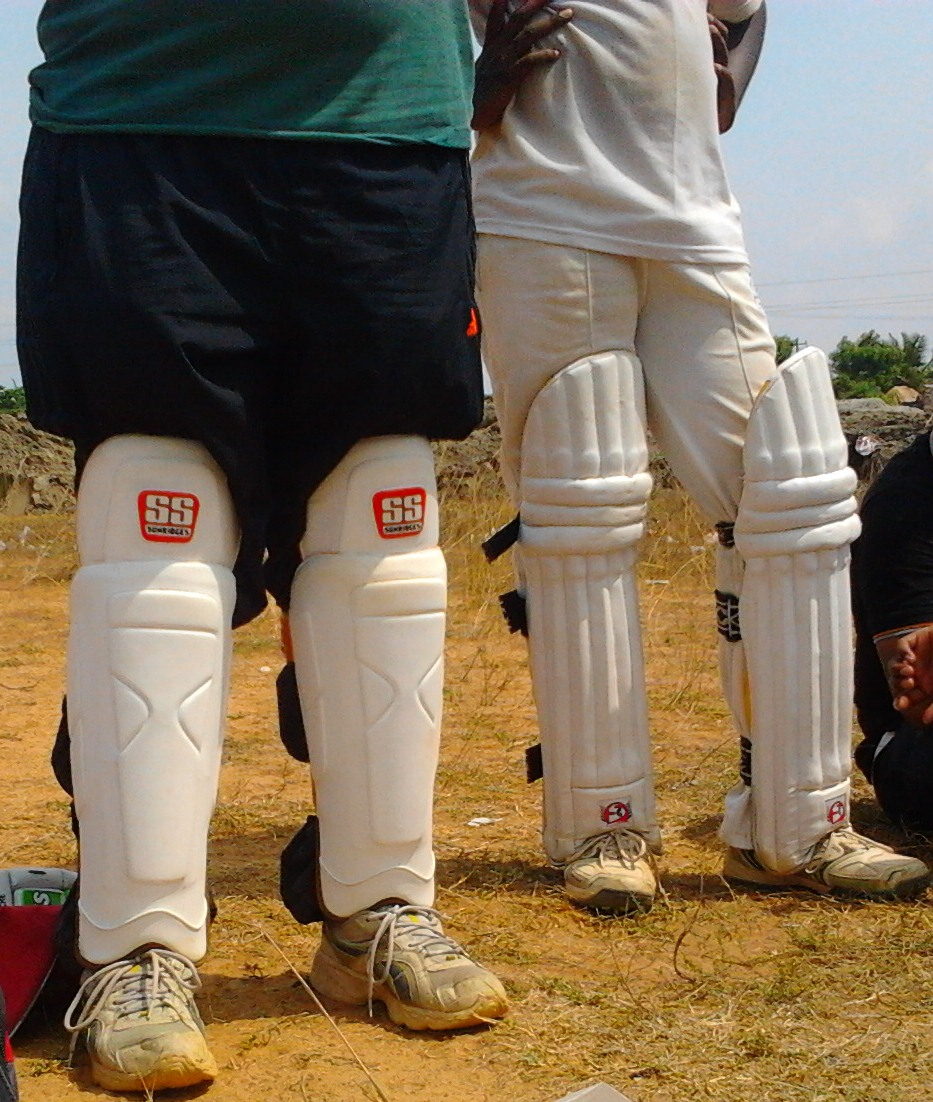
Cricket.

### Jardinage et construction
Pour pouvoir travailler la terre, les jardiniers doivent souvent se mettre à genoux. Afin de les protéger et de les maintenir propres, ils peuvent utiliser des  tabourets de jardinage ou des genouillères adaptées qu'ils enfilent sur le pantalon ou sur leurs jambes.
Les ouvriers travaillant à genoux sur les chantiers (tels les parqueteurs, plombiers, carreleurs, etc.) portent également des genouillères appropriées.